# Terry Phelan
Terrence Phelan (Manchester, 16 marzo 1967) è un ex calciatore irlandese, di ruolo difensore, direttore tecnico del South United.

## Palmarès

### Giocatore

#### Competizioni nazionali
- Coppa d'Inghilterra: 2

Wimbledon: 1987-1988
Chelsea: 1996-1997
- Second Division: 1

Fulham: 2000-2001